# The Clones of Dr. Funkenstein
Albums de Parliament
Mothership Connection
(1975) Funkentelechy Vs. the Placebo Syndrome
(1977)
The Clones of Dr. Funkenstein est le quatrième album de Parliament, sorti chez Casablanca Records en 1976.

## Liste des morceaux
1. Prelude
2. Gamin' On Ya
3. Dr. Funkenstein
4. Children Of Productions
5. Getten' To Know You
6. Do That Stuff
7. Everything Is On The One
8. I'Ve Been Watching You (Move Your Sexy Body)
9. Funkin' For Fun

## Musiciens
- Chants et chœurs : George Clinton, Calvin Simon, Fuzzy Haskins, Ray Davis, Grady Thomas, Garry Shider, Glen Goins, Bootsy Collins 
  - Autres voix : Gary "Mudbone" Cooper, Taka Khan, Debbie Edwards
- Cuivres : Fred Wesley, Maceo Parker, Rick Gardner, Michael Brecker, Randy Brecker
- Guitares : Garry Shider, Michael Hampton et Glen Goins
- Basses : Bootsy Collins, Cordell Mosson, Renny Jones
- Batteries et percussions : Jerome "Bigfoot" Brailey, Bootsy Collins, Gary "Mudbone" Cooper
- Claviers : Bernie Worrell